# 5269 Paustovskij
5269 Paustovskij (1978 SL6) là một tiểu hành tinh vành đai chính được phát hiện ngày 28 tháng 9 năm 1978 bởi N. S. Chernykh ở Đài vật lý thiên văn Crimean. Tênd after Konstantin Paustovsky, russian writer.